# Troll (Forschungsstation)
Koordinaten: 72° 0′ 44,1″ S, 2° 32′ 2,8″ O

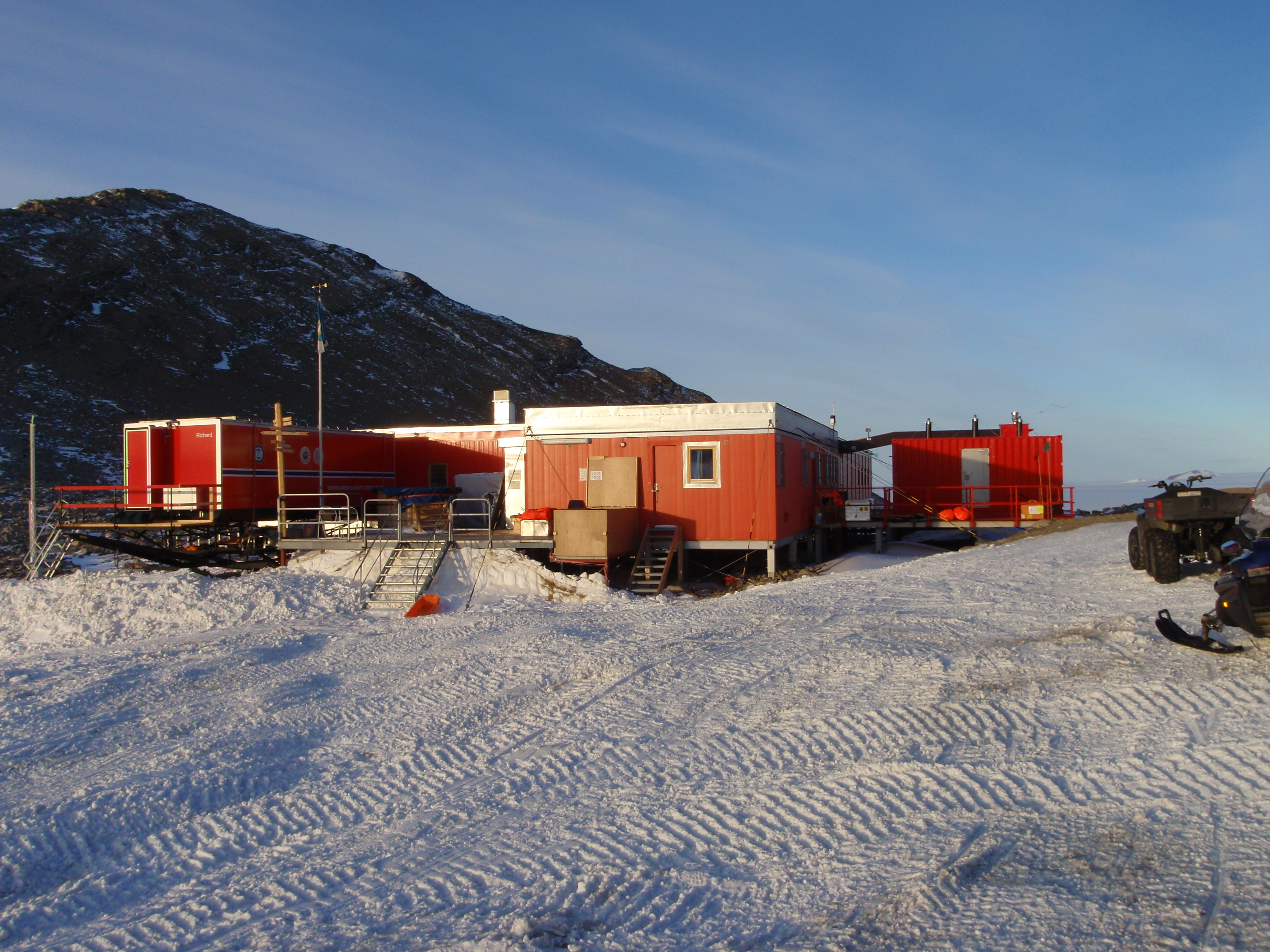
Troll im November 2009

Die Forschungsstation Troll (norwegisch Troll forskingsstasjon) ist eine Antarktisforschungsstation des Norwegischen Polarinstituts im östlichen Teil der Prinzessin-Martha-Küste in Königin-Maud-Land. Erbaut wurde sie während der norwegischen Expedition 1989–1990. Sie steht 235 Kilometer von der Küste entfernt auf felsigem Grund des Nunataks Jutulsessen in 1270 Metern Meereshöhe.
Die Station war bis zum Februar 2005 nur während des antarktischen Sommers bemannt, bis Einrichtungen für permanenten Aufenthalt gebaut wurden. Während es im Winter Platz für acht Menschen gibt, können sich im Sommer dank eines Zeltlagers bis zu vierzig Personen aufhalten.
Am 12. Februar 2005 wurde die Station offiziell von Königin Sonja von Norwegen für ganzjährig bemannte Operationen eröffnet.
Auf der Troll-Station werden unter anderem meteorologische und UV-Messungen durchgeführt sowie glaziologische, biologische und physikalische Untersuchungen angestellt.
2005 wurde 6,8 km nordnordwestlich der Station auf dem Inlandeis die Start- und Landebahn Troll Airfield errichtet. Im Dezember 2012 wurden erste Erprobungsflüge mit einer Boeing 737 unternommen, die Aufschluss über einen künftigen Ersatz der bisher eingesetzten Hercules C-130 geben sollen. Am 15. November 2023 landete eine aus Oslo kommende Boeing 787 der Norse Atlantic Airways auf dem Airfield, nachdem eine Zwischenlandung in Kapstadt eingelegt worden war.
2016 wurde eine Photovoltaikanlage mit 7,3 Kilowatt Peak-Leistung installiert. Wenn sie sich bei den extremen Witterungsbedingungen bewährt, soll sie erweitert werden, um die Abhängigkeit von Öl zu reduzieren.